# Radoslav Bratić
Œuvres principales
- Slika bez oca (1985)
- Strah od zvona (1991)

Compléments
- Ancien étudiant de la Faculté de philologie de l'université de Belgrade

Radoslav Bratić (en serbe cyrillique : Радослав Братић ; né le 28 juin 1948 à Brestice et mort le 2 juin 2016) est un écrivain serbe de Bosnie. Il a remporté plusieurs prix récompensant son œuvre littéraire.

## Biographie
Après des études dans son Herzégovine natale, Radoslav Bratić a suivi les cours de littérature de la Faculté de philologie de l'université de Belgrade.
Il a été rédacteur ou rédacteur en chef de plusieurs revue ; il est aujourd'hui rédacteur en chef de la revue Nova Zora, la Nouvelle aube.

## Œuvres
Romans et récits
- Smrt spasioca (La Mort salvatrice), Prosveta, Belgrade, 1973  (ISBN 978-1514362587).
- Sumnja u biografiju (Soupçon de biographie), Prosveta, Belgrade, 1980  (ISBN 978-1514351857).
- Trg soli (Place du sel) (ASIN B00ERS7B3A) et  (ISBN 978-8686491084).
- Slika bez oca (Photographie sans père), Prosveta, Belgrade, 1985 (ASIN B00ERS763A) et  (ISBN 978-8686491091).
- Strah od zvona (La Peur des cloches), Srpska književna zadruga, Belgrade, 1991  (ISBN 978-1514355220).
- Zima u Hercegovini (L'Hiver en Herzégovine), Srpska književna zadruga, Belgrade, 1995 (ASIN B00ERS73HO).

Poésie
- Šeherezadin ljubavnik (L'Amant de Shéhérazade), Prometej, Novi Sad, 1995 (ASIN B00ERS73HO) et  (ISBN 978-1514362471).

Essai
- Pisac i dokument (Auteur et Document), Raška škola, Belgrade, 2000  (ISBN 978-1514351567).

## Récompenses
- Prix du journal Mladost, 1971.
- Prix Isidora Sekulić, 1981.
- Prix Andrić, 1985.
- Prix Ćamil Sijarić, 1991.
- Prix Meša Selimović, 1991.
- Prix Lazar Vučković, 1997.
- Prix Kočić 1999, 1999.
- Plaquette de Miloš Crnjanski, 2000.
- Charte d'or Car Dušan, 2000.